# Егла (митологија)
Егла (грч. Αἴγλη, Aiglē) је у грчкој митологији била богиња блиставог доброг здравља. Она је једна од кћери бога медицине, Асклепија. Њено име потиче од грчке речи која значи „сјај“, „светлост“ или „блиставост“ и сматрало се да представља лепоту и сјај људског тела када је у добром здрављу, или част која се указује медицинској професији.

## Породица
Као и њене сестре, Егла је била пратиља свог оца Асклепија у његовом култу. Заједно су чиниле групу божанстава познатих као Асклепијаде, које су представљале различите аспекте уметности лечења.
Постоје две верзије о њеном пореклу:
- Према најчешћој верзији, коју бележи византијски лексикон Суда, њена мајка је била Епиона, Асклепијева жена и богиња ублажавања бола.[3]
- Према другој верзији, коју наводи песник Хермип, њена мајка је била Лампетија, кћерка бога сунца Хелија.

Њене сестре, које су такође биле богиње повезане са здрављем, биле су:
- Хигија – богиња здравља, чистоће и хигијене.
- Панакеја – богиња универзалног лека.
- Јасо – богиња опоравка од болести.
- Акесо – богиња процеса лечења.

## Улога и култ
Егла је представљала персонификацију сјаја, виталности и блиставости које доноси добро здравље. Иако нема истакнуту улогу у великим митовима као неке друге богиње, била је важан део култа свог оца. Њено име се помиње у фрагменту анонимне грчке лирске песме (пеана) из Еритреје, где се слави Асклепије и набрајају његова деца, укључујући и „лепооку Еглу“.
Њена улога није била у директном лечењу, већ је симболизовала коначни резултат успешног лечења – здраво, снажно и блиставо тело.